# Jeanny-Jules-Marcel Garchery
Jeanny-Jules-Marcel Garchery, francoski general, * 1876, † 1961.